# Buxton United FC
Buxton United Sports Club é um clube de futebol guianense sediado em Buxton, na região de Demerara–Mahaica.
Atualmente, compete na GFF Elite League e na East Coast Demerara League.